# Can't Wait Until Tonight
"Can't Wait Until Tonight" (Não consigo esperar até de noite) foi a canção que representou a Alemanha na final do Festival Eurovisão da Canção 2004 que teve lugar em Istambul, Turquia em 15 de Maio desse ano.
A referida canção foi interpretada em Inglês e Turco por Maximilian Mutzke. Como a Alemanha faz parte dos "Big Four" (países que, juntamente com o país anfitrião não precisam de passar pelas semi-finais) não necessitou de passar pelas semi-finais. Foi a oitava a cantar na noite da final, depois da canção da Holanda "Without You"" e antes da canção da Albânia "The Image Of You". A canção terminou em 8º lugar com 93 pontos. Esta foi a última canção alemã a qualificar-se no top 10 até a sua vitória em 2010.

## Autores
- Letrista: Udo Schild
- Compositor: Udo Schild

## Letra
A canção é uma balada, com Max a cantar sobre o seu desejo pela sua pessoa amada e dizendo-lhe que ele "não consegue esperar até de noite/para estar contigo". Ele continua a contar-lhe como ele se sentiu na primeira vez que ele a viu e o quanto ele quer provar seu amor.